# Dagen H

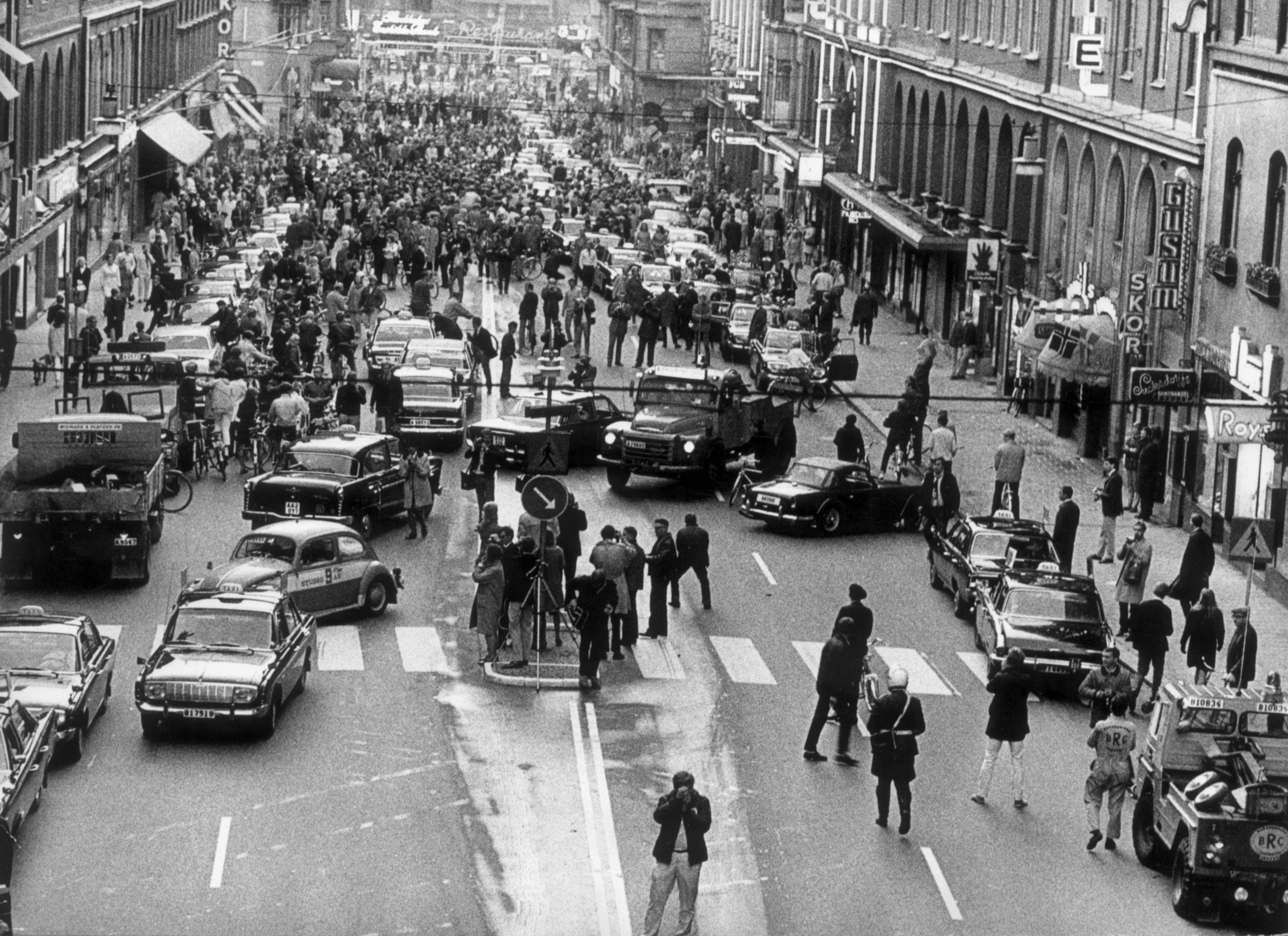
Kungsgatan (Carrer del rei) el dia del canvi de direcció.

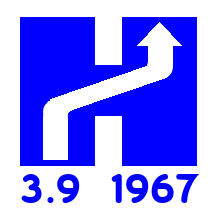
Logotip del Dagen H

Dagen H (El dia H) va ser el diumenge 3 de setembre de 1967, en què, a les 5:00 de la matinada Suècia canvià el sentit de circulació del trànsit tot passant de conduir per l'esquerra a fer-ho per la dreta. La H prové de höger, 'dreta' en suec.

## Raons
Les raons pel canvi eren:
- A tots els països del voltant (incloent-hi Noruega, amb qui Suècia comparteix una frontera molt llarga) conduïen per la dreta.
- La majoria de suecs conduïen amb cotxes amb el volant a l'esquerra. Aquest fet provocava moltes col·lisions frontals quan els automòbils avançaven en carreteres d'un carril per a cada sentit, les més habituals a Suècia per culpa de la seva baixa densitat de població.

## Preparació i desenvolupament
Tot i així, el canvi era impopular entre la gent. En els anteriors 40 anys havia estat repetidament refusat a les urnes. En un referèndum del 1955 el 85% dels votants preferien continuar conduint a l'esquerra. El 1963, el Riksdag (el parlament suec) aprovà el canvi i establí l'Statens Högertrafikkomission (HTK) (Comissió estatal de trànsit per la dreta) per dirigir-lo. Alhora s'implantà un programa educatiu de quatre anys aconsellat per psicòlegs.
Es creà un logotip per al Dagen H i fou estampat a tota mena d'objectes commemoratius, fins i tot en roba interior femenina.
En acostar-se el dia H cada cruïlla va ser equipada amb un joc extra de senyals (amb els corresponents pals) embolicats amb plàstic negre (que obrers havien de treure el dia assenyalat). Anàlogament, nous jocs de línies paral·lels als ja existents foren pintats als paviments i tapades amb cintes negres. S'aprofità també per canviar-ne el color: fins llavors les línies eren grogues; d'aleshores ençà, blanques.
El dia H tota circulació no essencial fou prohibida entre la 01:00 i les 06:00. A Estocolm i Malmö aquesta prohibició fou estesa per permetre als grups de treballadors de reconfigurar les interseccions: durà de dissabte a les 10.00 h fins diumenge a les 15.00 h. Tot vehicle que circulés durant aquelles hores havia de sotmetre's a una reglamentació especial. A les 4:50 tot el trànsit s'havia d'aturar totalment i canviar de cantó. A les 5:00 tenien dret de tornar a circular.
Els carrers d'un sol sentit presentaren problemes únics. S'hagué de construir parades d'autobús a l'altre costat del carrer. Calgué remodelar les cruïlles per permetre un bon flux del trànsit.
S'eliminaren els tramvies i foren substituïts per autobusos, dels quals se'n compraren més d'un miler amb portes al costat dret. A més, cap a 8.000 dels antics foren remodelats per tenir portes a ambdós costats. Tots els cotxes suecs van haver de ser modificats, fins i tot els que ja tenien el volant a l'esquerra, ja que hagueren d'ajustar-s'hi els llums (que fins llavors estaven reglats per no enlluernar cotxes provinents de la dreta i no pas l'esquerra, com en endavant caldria).

## Balanç i influència
El dilluns posterior al dia H hom comptabilitzà 125 accidents de trànsit, nombre menor que el rang entre 130 i 198 dels anteriors dilluns. No s'imputà cap accident mortal al canvi de sentit. Tot i això, molta de gent gran deixà de conduir per mandra d'adaptar-se a la nova situació. Els experts havien suggerit que canviar de costat de conduir reduiria el nombre d'accidents perquè hom tindria una visió millor de la carretera, i, certament, els accidents entre cotxes i amb vianants disminuïren fortament després del canvi.
Tot i no tenir frontera terrestre amb cap altre estat, Islàndia en seguí l'exemple i també canvià el costat de circulació a la dreta el 1968.

## Altres canvis a Suècia
Aquest no fou l'únic episodi de canvi de convencions a Suècia. El 1712 tingueren un 30 de febrer per tal de coordinar i fer entrar en fase el calendari suec amb el julià.
Per contra, un nou possible canvi, el de la moneda, fou recentment rebutjat en no aprovar-se un referèndum sobre la substitució de la corona per l'euro el 14 de setembre del 2003.